# ۳۰ روز (فیلم ۱۹۹۹)
۳۰ روز (انگلیسی: 30 Days) فیلمی در ژانر کمدی رمانتیک است که در سال ۲۰۰۰ منتشر شد. از بازیگران آن می‌توان به بن شنکمن، آریجا باریکیس و الکساندر چاپلین اشاره کرد.